# 老藏站
老藏站位于内蒙古自治区土默特右旗，建于1989年，是京包铁路的一个车站。距离北京站761公里，距上行车站美岱召站8公里，距下行车站萨拉齐站11公里。该站隶属呼和浩特铁路局。

## 业务范围
- 客运：办理旅客乘降；行李、包裹托运；
- 货运：不办理货运营业